# اچ‌ام‌ایکس
اچ‌ام‌ایکس (به انگلیسی: HMX) با فرمول شیمیایی C۴H۸N۸O۸ یک ترکیب شیمیایی با شناسه پاب‌کم ۱۷۵۹۶ است. که جرم مولی آن ۲۹۶٫۱۵۵ g/mol می‌باشد. 